# Souabe
Cet article concerne la Souabe historique. Pour le dialecte souabe, voir Souabe (dialecte). Pour l'actuelle région administrative de Bavière, voir District de Souabe.
La Souabe (en allemand : Schwaben, en latin : Suebia ou Suevia) est une région historique dans le sud-ouest de l'Allemagne. Le même mot désigne aussi en français les habitants et le dialecte alémanique de la région, le souabe. 
Les limites de l'espace culturel changeraient à travers l'histoire ; aujourd'hui, le terme « Souabe » désigne les territoires entre la Forêt-Noire à l'ouest et la rivière Lech à l'est, comprenant la majeure partie de l'ancien Wurtemberg et le district de Souabe au sein de l'État libre de Bavière.  Le nom « Haute-Souabe », notamment, fait référence à la zone comprise entre le Jura souabe, le lac de Constance et les Alpes d'Allgäu. La notion actuelle se distingue du Cercle de Souabe du début de l'époque moderne, ainsi que du vaste duché médiéval s'étendant jusqu'aux domaines alsaciens au-delà du Rhin Supérieur, à la Suisse orientale et au Vorarlberg. 

## Toponymie
Étymologiquement, le mot Schwaben (et donc Souabe) se déduit du peuple des Suèves, un groupe de tribus germaniques provenant de l'Elbe dont une partie s'est installée sur les rives du Neckar (Suebi Nicrenses). Elles sont souvent identifiées à la confédération des Alamans apparaissant dans les textes romains à partir du IIIe siècle.

## Histoire
Au haut Moyen Âge, le royaume d'Alémanie regroupait de nombreux petits royaumes sur le territoire des Alamans. Ceux-ci sont soumis par les Francs sous Clovis Ier et Thibert. À partir du début du VIe siècle, l'Alémanie est un duché sous le contrôle des Francs, jusqu'à ce qu'il soit dissous en 746 en raison du massacre de Cannstatt.
En 829, le royaume de la Souabe se forme sur le même territoire, qui est attribué à Louis II le Germanique et donc à la Francie orientale dans le traité de Verdun en 843. Après la réforme des comtés dans la Francie orientale, le Duché de Souabe est alors formé en 915 ; il s'étendait alors des Vosges dans l'ouest jusqu'au Lech dans l'est et à Chiavenna, aujourd'hui en Italie, dans le sud.
Après de longues disputes avec les Welf (Guelfes), la famille des Hohenstaufen devient finalement la plus puissante dans le duché.
Sous l'empereur Frédéric II, les terres familiales des Hohenstaufen, dont le duché de Souabe faisait alors partie, sont rattachées directement à la couronne impériale.
Durant la période du Grand Interrègne de 1250 à 1273, les territoires souabes n'avaient pas de suzerain et étaient donc autonomes. Quand en 1273, Rodolphe Ier de Habsbourg devient roi (le dernier descendant masculin en ligne directe des Hohenstaufen, Conradin, étant mort en 1268), il maintient beaucoup de ces privilèges d'autonomie des villes et des abbayes souabes, et les officialise en tant qu'États libres d'Empire.  Le duché de Souabe cesse alors d'exister politiquement, et se désintègre en plusieurs comtés, ainsi que des villes et abbayes libres, dont la plupart vont subsister jusqu'au Recès d'Empire en 1803.
Aujourd'hui, la Souabe se définit par la zone linguistique du souabe, située à cheval sur l'est du Bade-Wurtemberg et l'ouest de la Bavière.

## Culture et personnalités
Notger (ou Notker), né vers 940 en Souabe et mort le 10 avril 1008 à Liège, est un ecclésiastique, homme d'État du Saint-Empire Germanique qui, nommé évêque de Liège par l'empereur Otton I en 972, devient le premier prince-évêque de la Principauté de Liège en 980. Il est fortement lié à la dynastie ottonienne et contemporain de quatre de ses empereurs successifs.
Le peintre Konrad Witz (vers 1400 - 1445/46) est originaire de Souabe, né sans doute à Rottweil. Il s'établit à Bâle en 1431 et y meurt. Il compte parmi les peintres importants du courant gothique tardif du Haut-Rhin qui influencent la pré-Renaissance au nord des Alpes.
Un artiste inconnu qui travaillait en pays souabe, a réalisé vers 1470 un tableau intitulé Portrait d'une femme de la famille Hofer exposé à la National Gallery de Londres. Ce tableau du tout début de la Renaissance germanique se caractérise par le souci du détail qui imite les apparences : une mouche est posée sur la coiffe de la femme représentée. Une exposition Sculptures souabes de la fin du Moyen Âge, au musée de Cluny, présente des œuvres d'artistes de la région.

Sculptures souabes de la fin du Moyen Âge
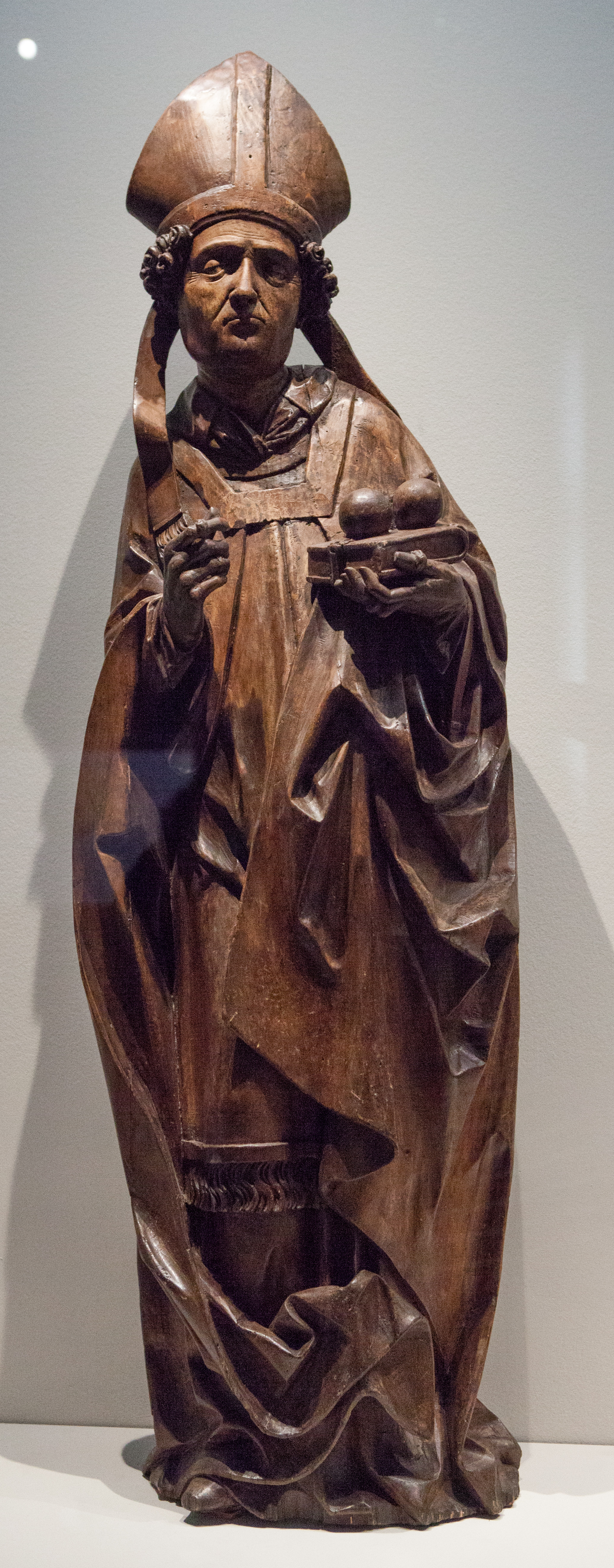
Saint Nicolas.
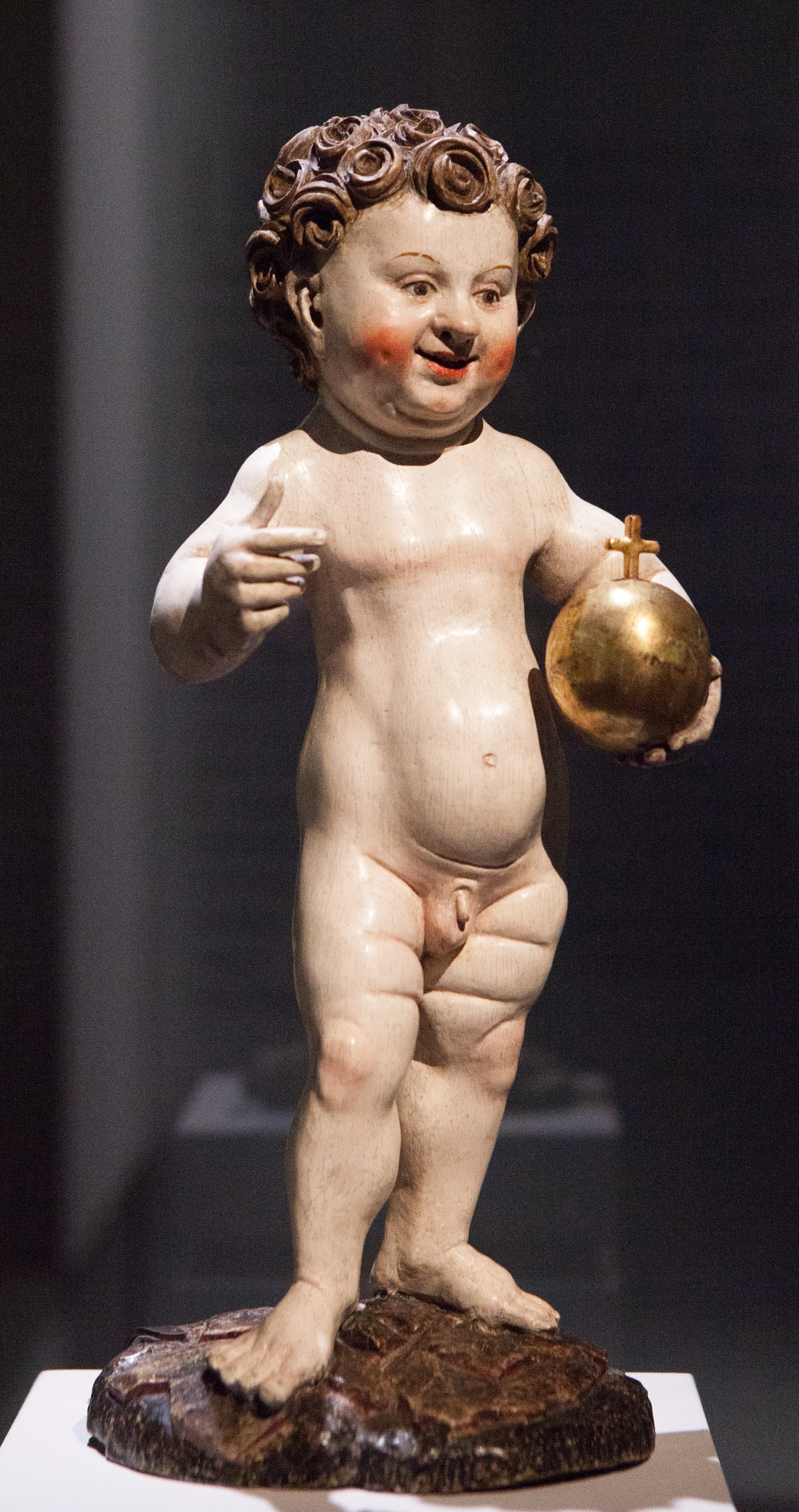
L'Enfant Jésus bénissant, Memmingen, vers 1490.
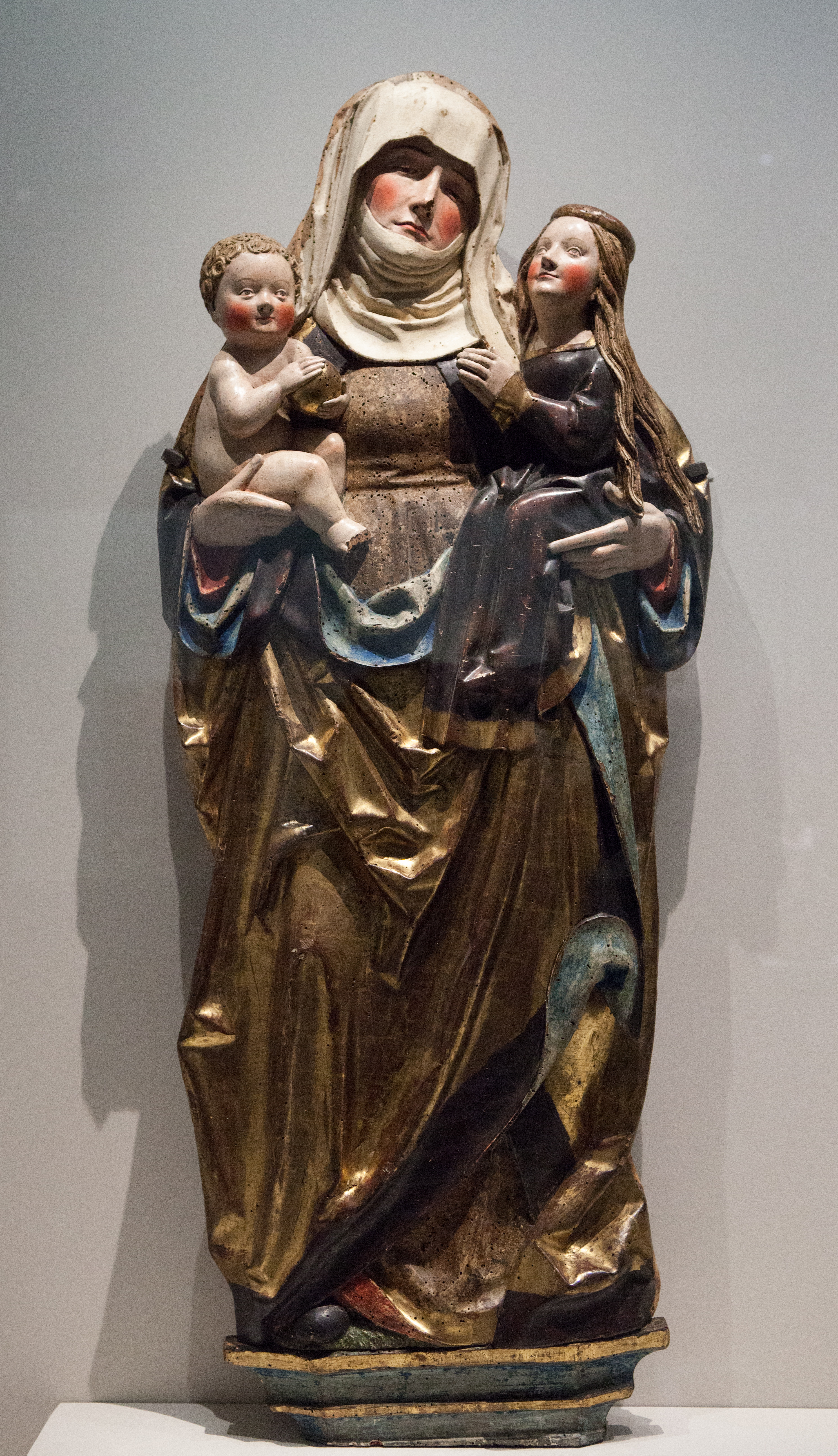
Sainte Anne trinitaire, Marseille, musée Gobret-Labadié.
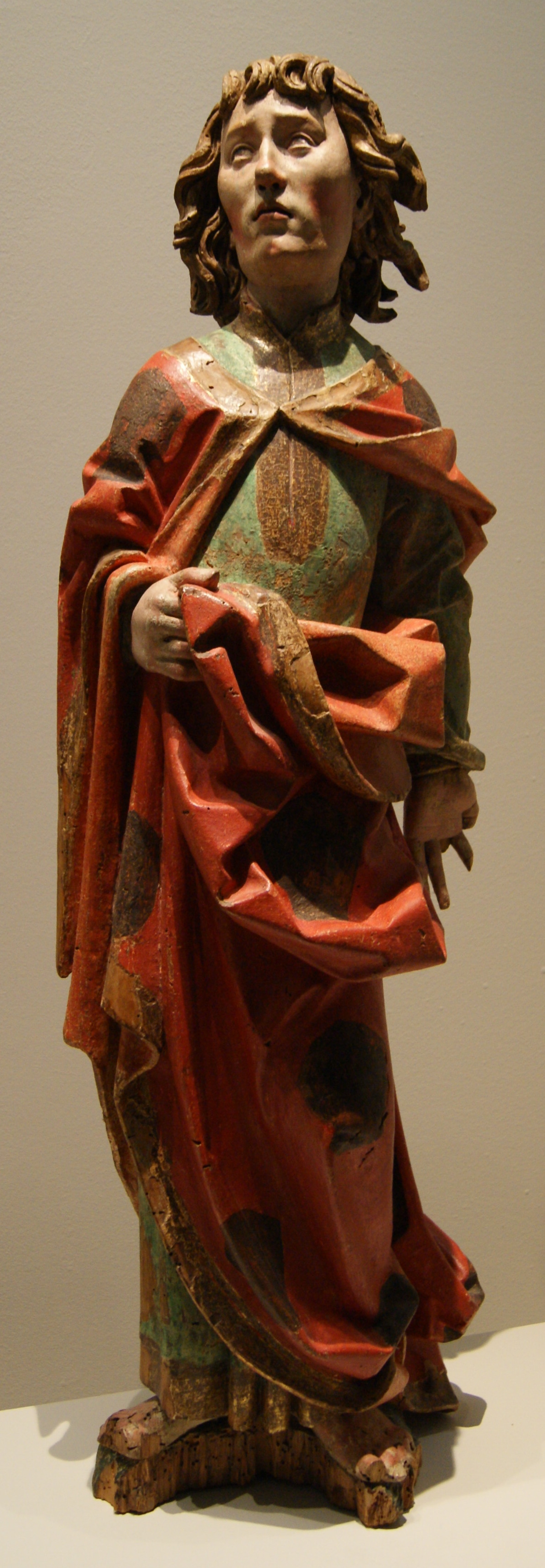
Saint Jean.
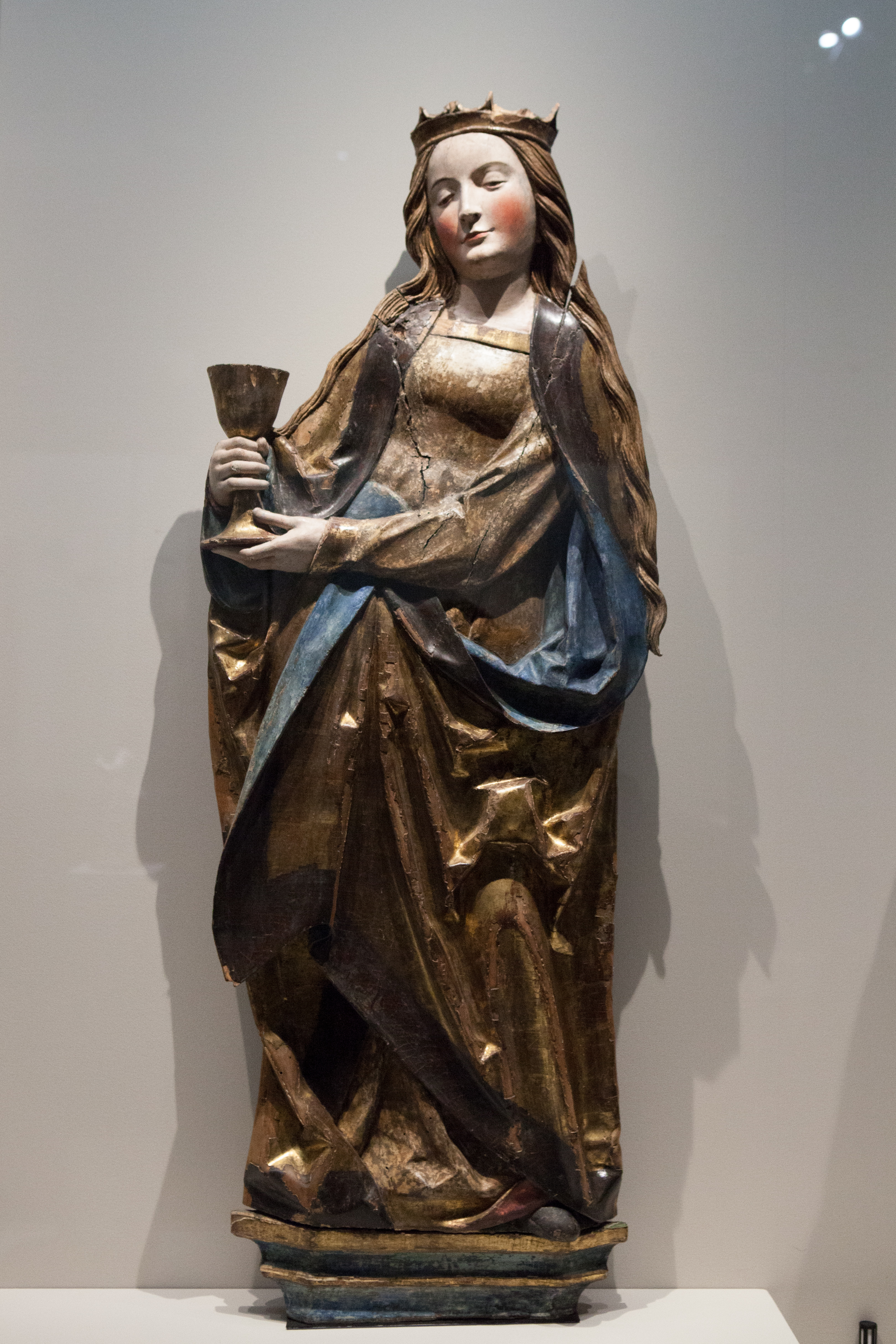
Sainte Barbe, Amiens, musée de Picardie.
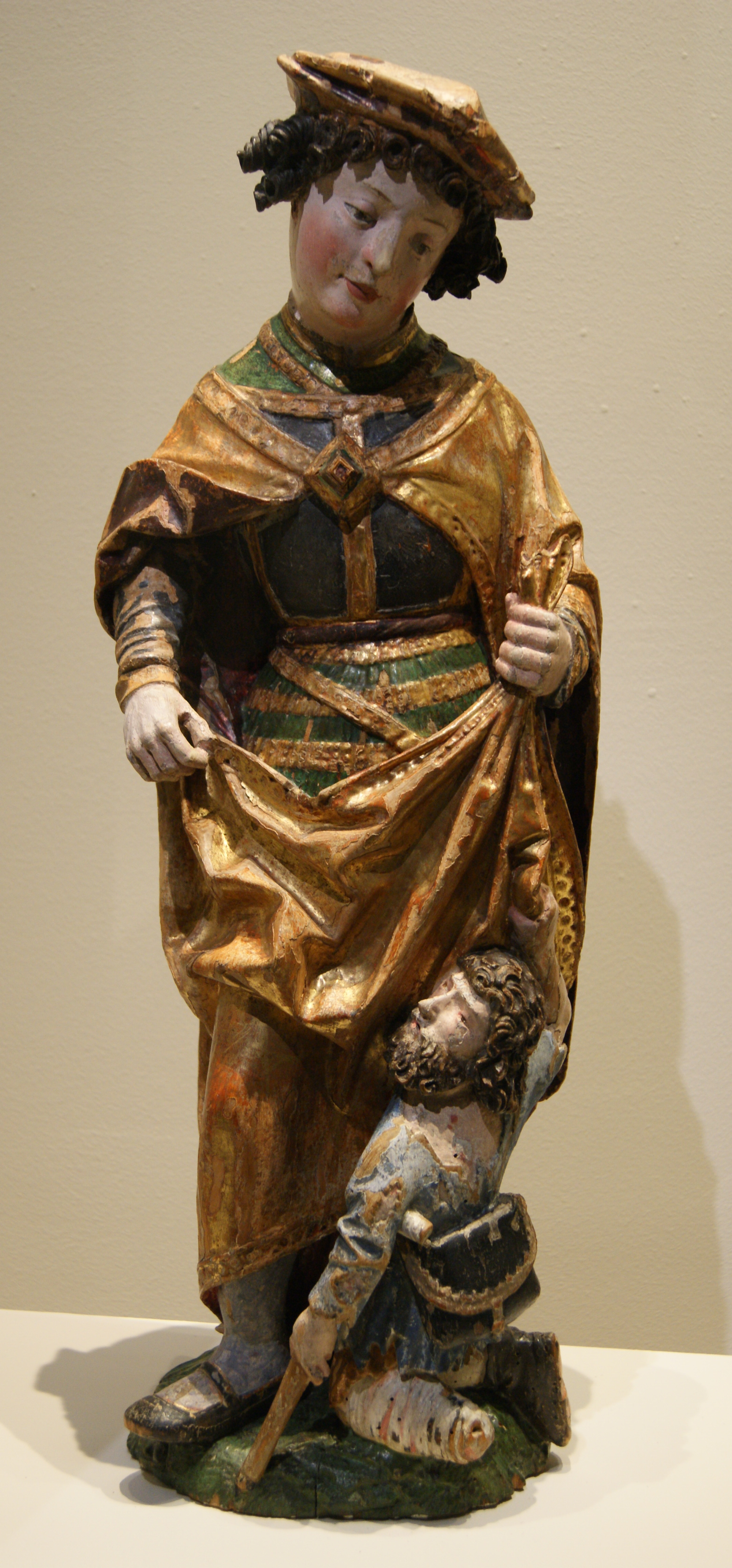
Saint Martin, Saumur, château-musée.
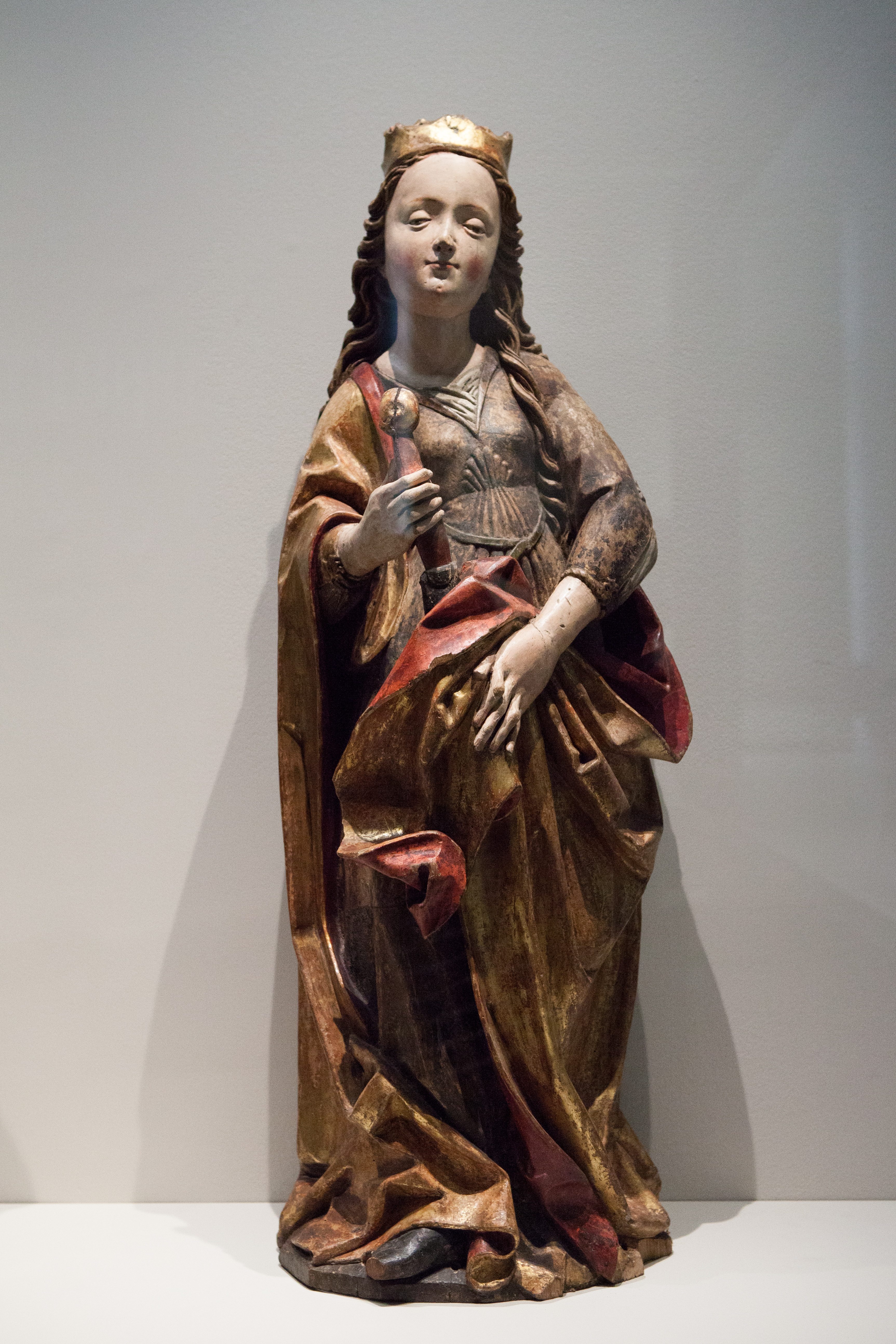
Sainte Catherine, Chartres, musée des Beaux-Arts.
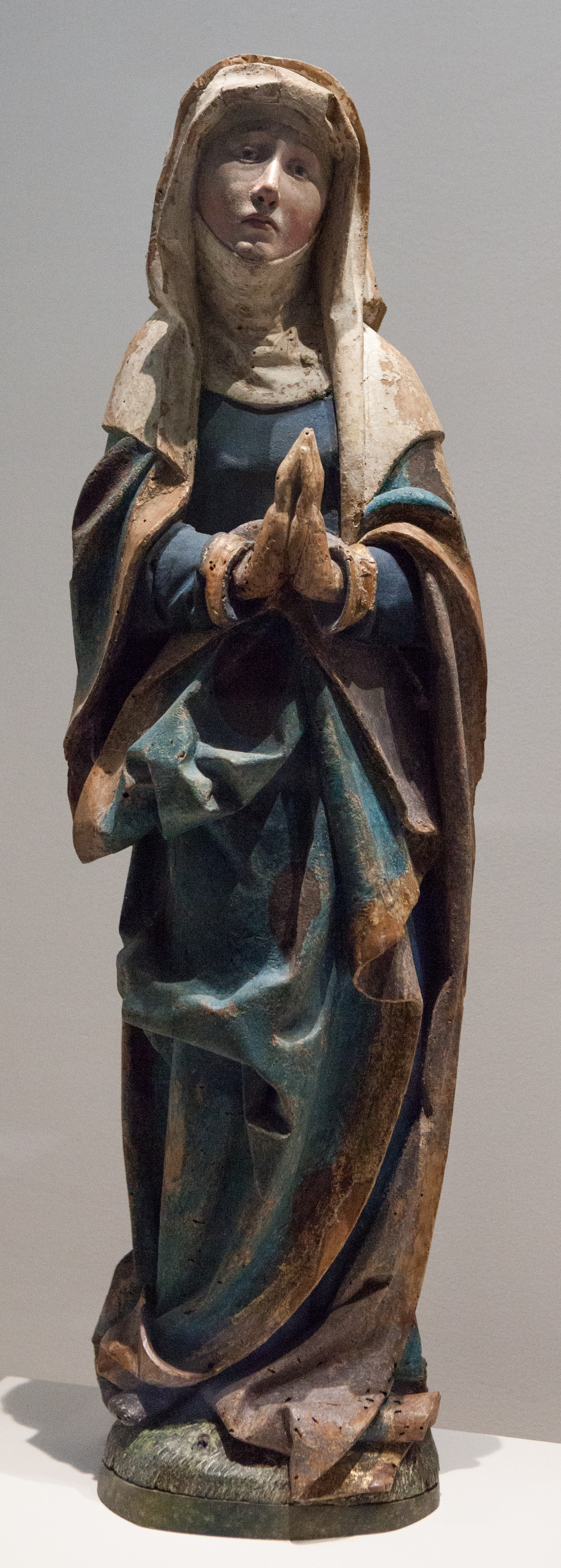
La Vierge.
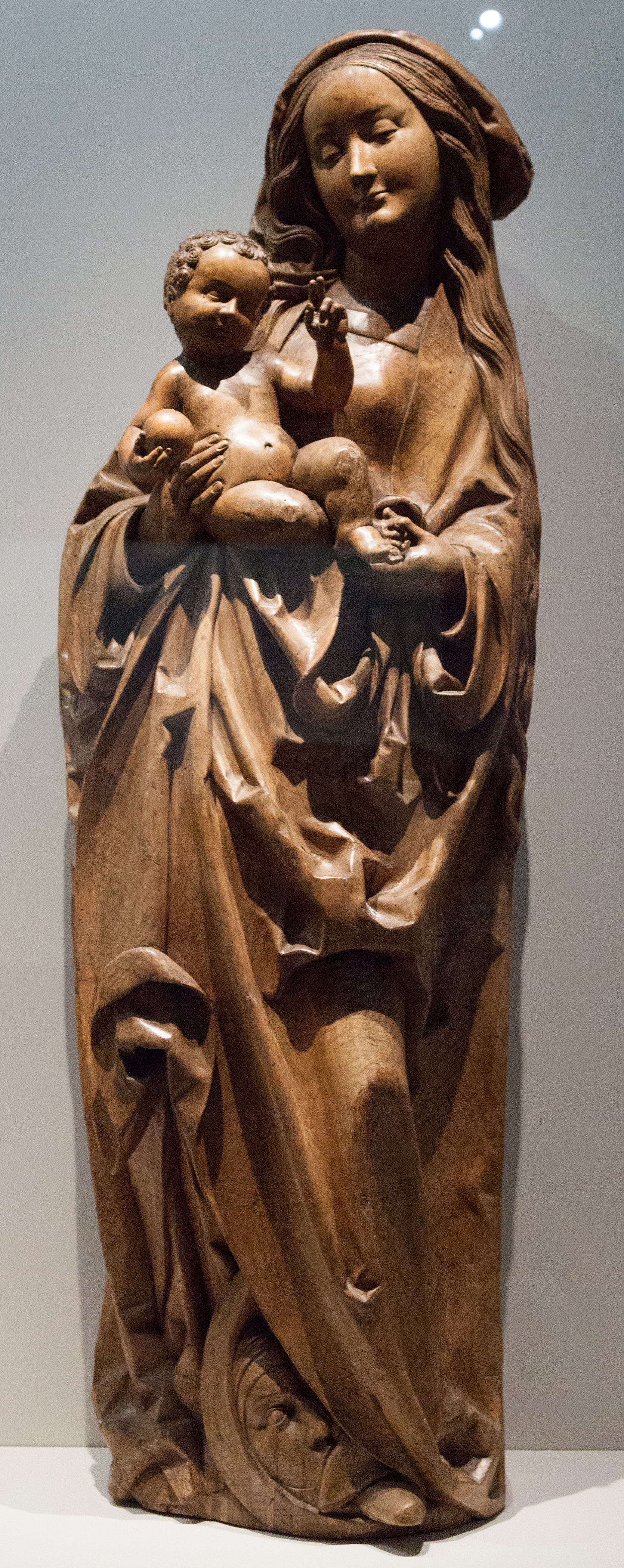
La Vierge à l'Enfant, Düsseldorf, museum Kunstpalast.
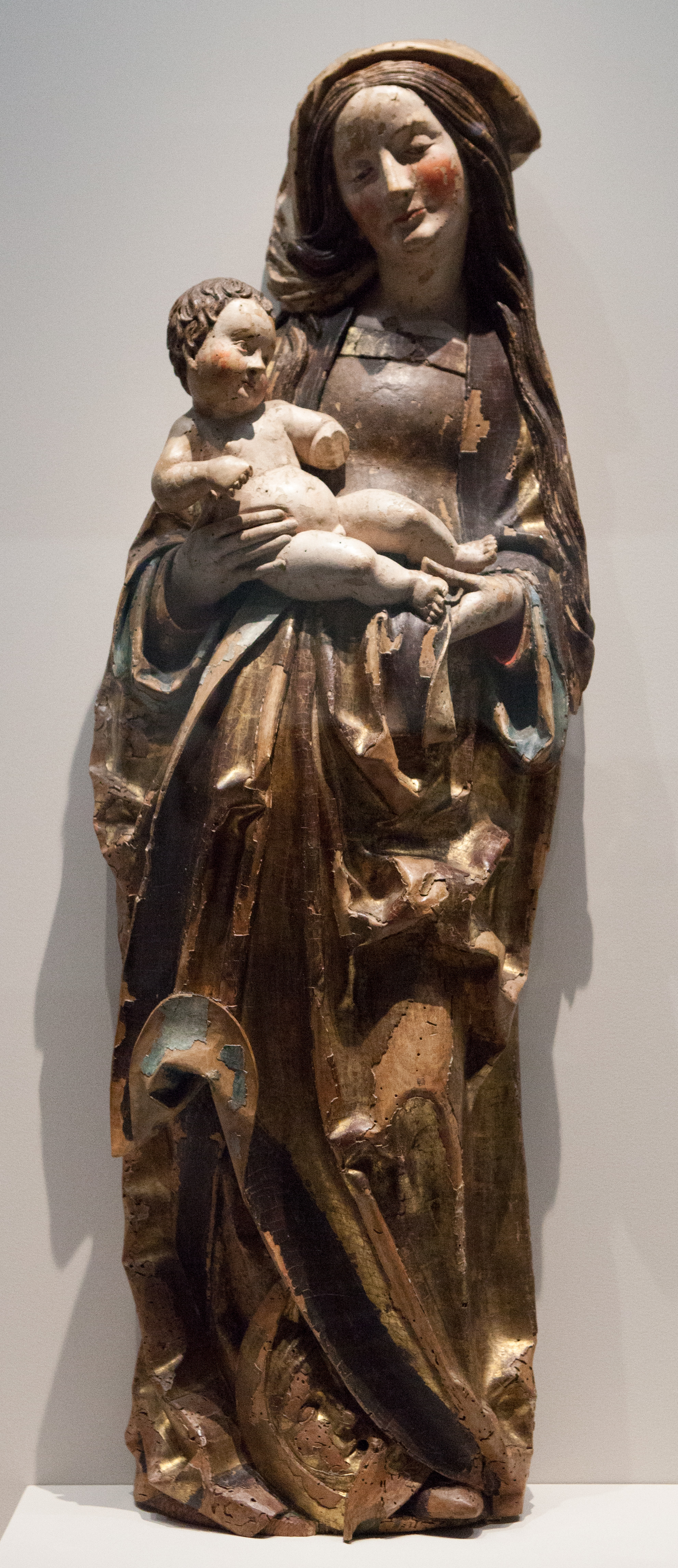
La Vierge à l'Enfant.
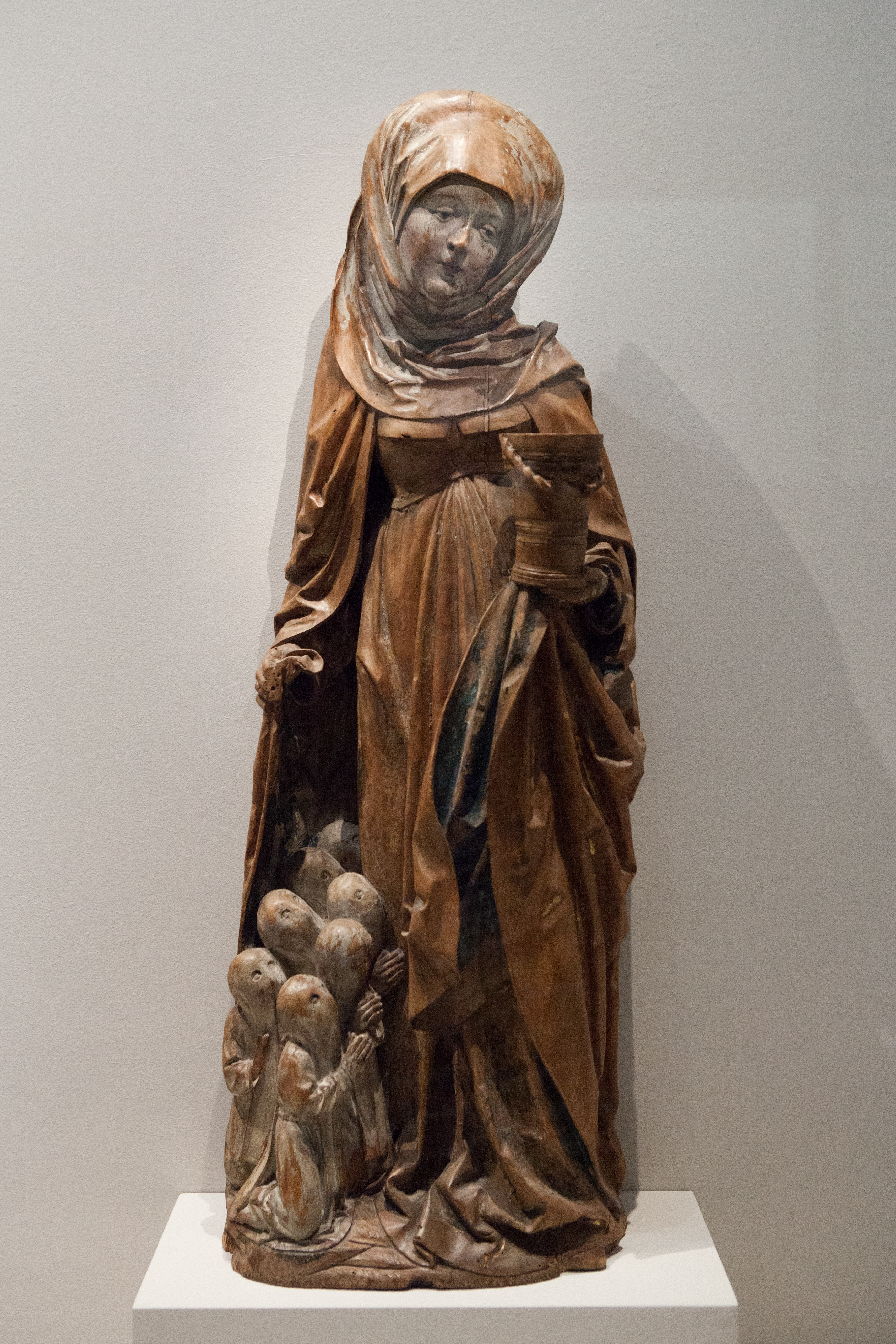
Sainte Marthe et les pénitents, musée de Cluny.
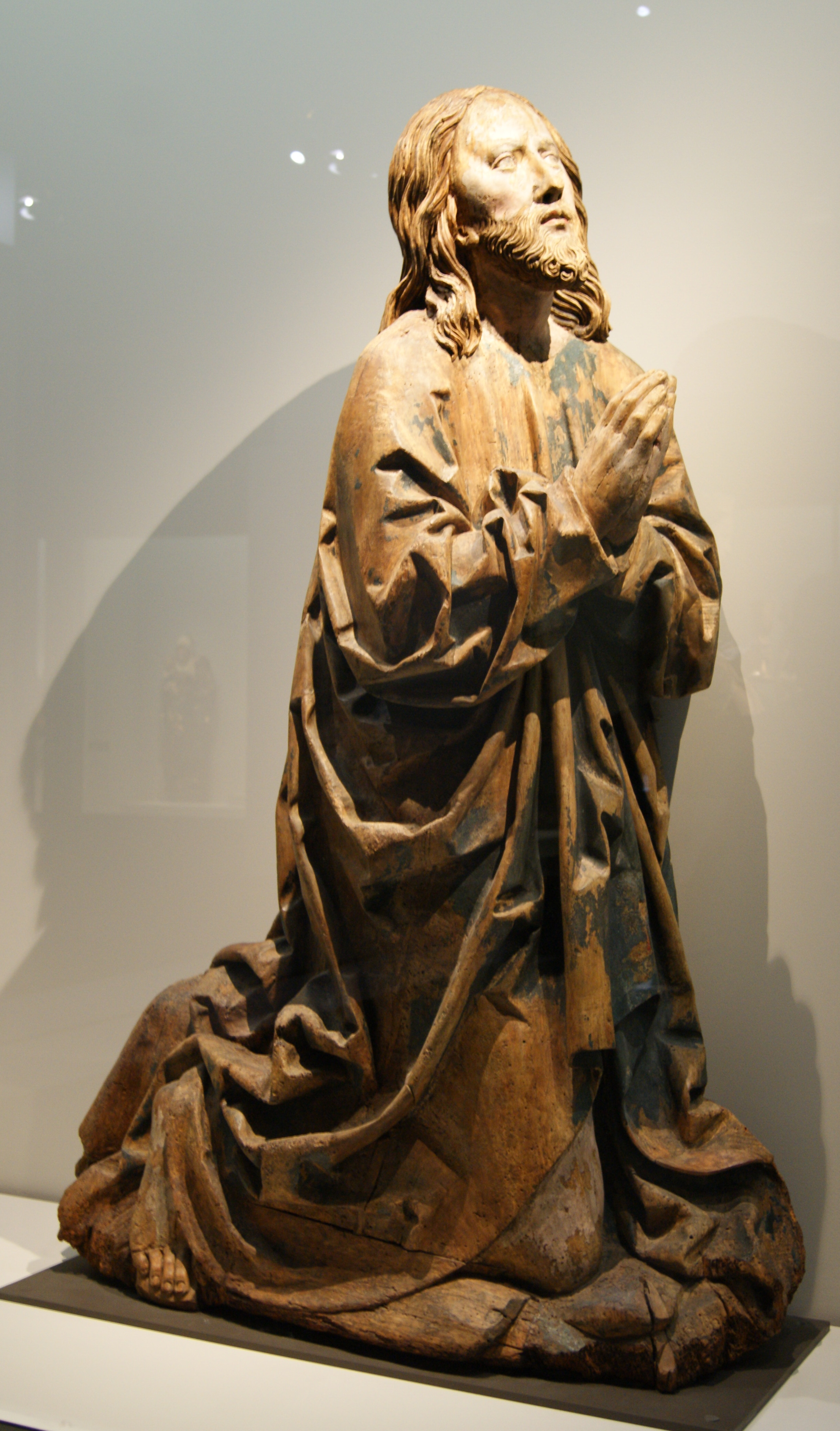
Le Christ en prière.

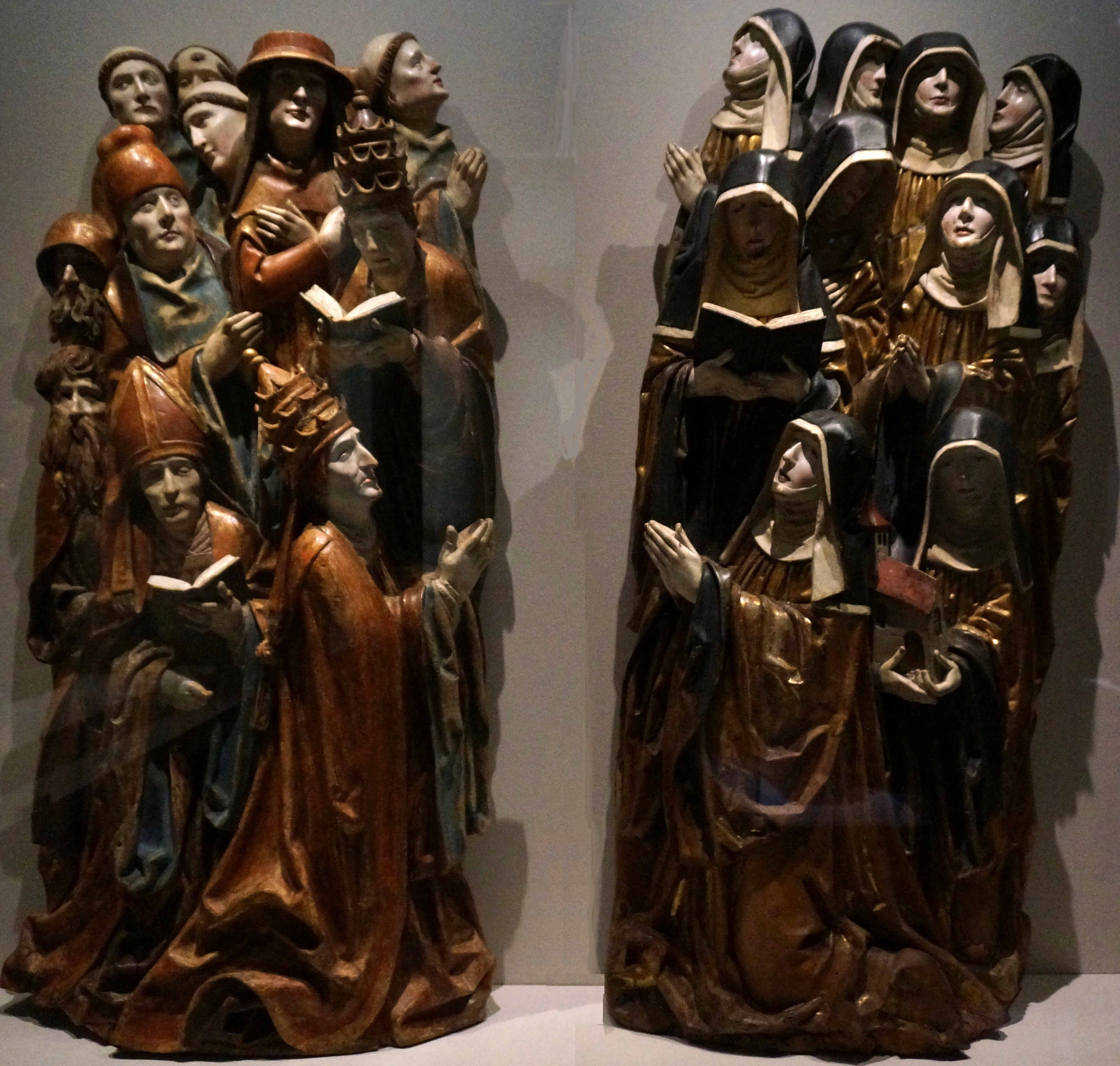
Douze religieux en prière - Dix religieux en prière.
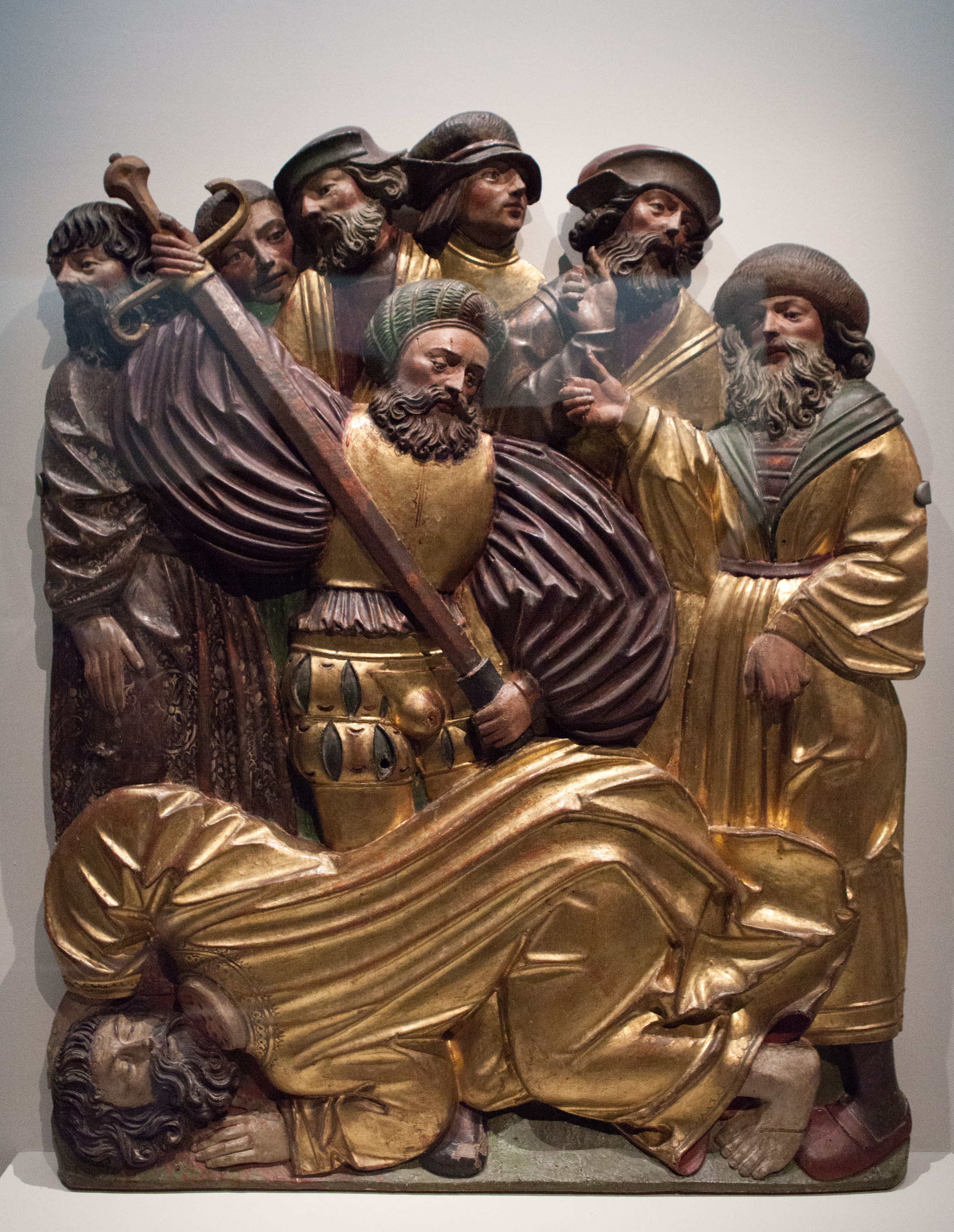
La Décollation de Saint Paul, musée des Beaux-Arts de la ville de Paris.
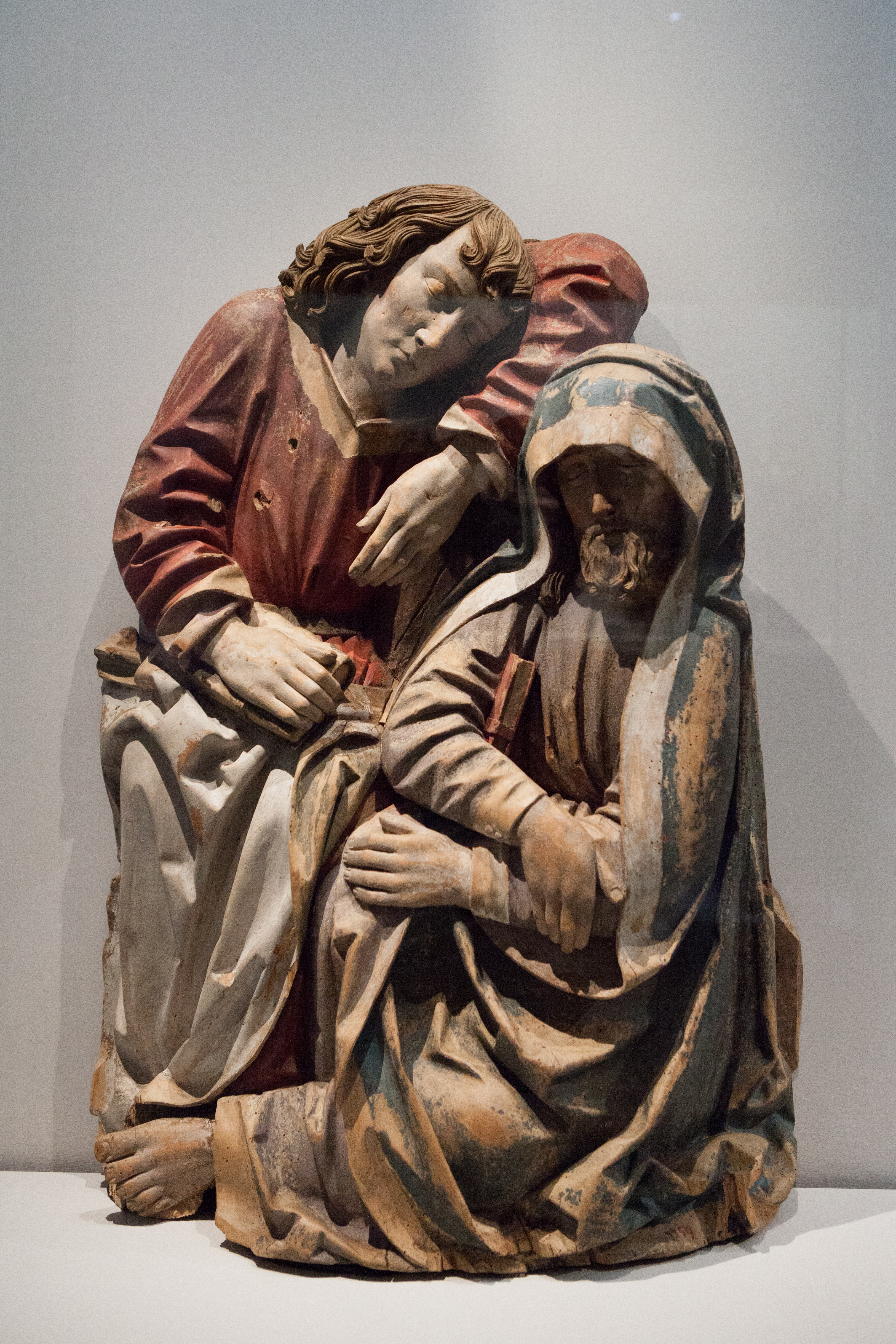
Apôtres endormis.
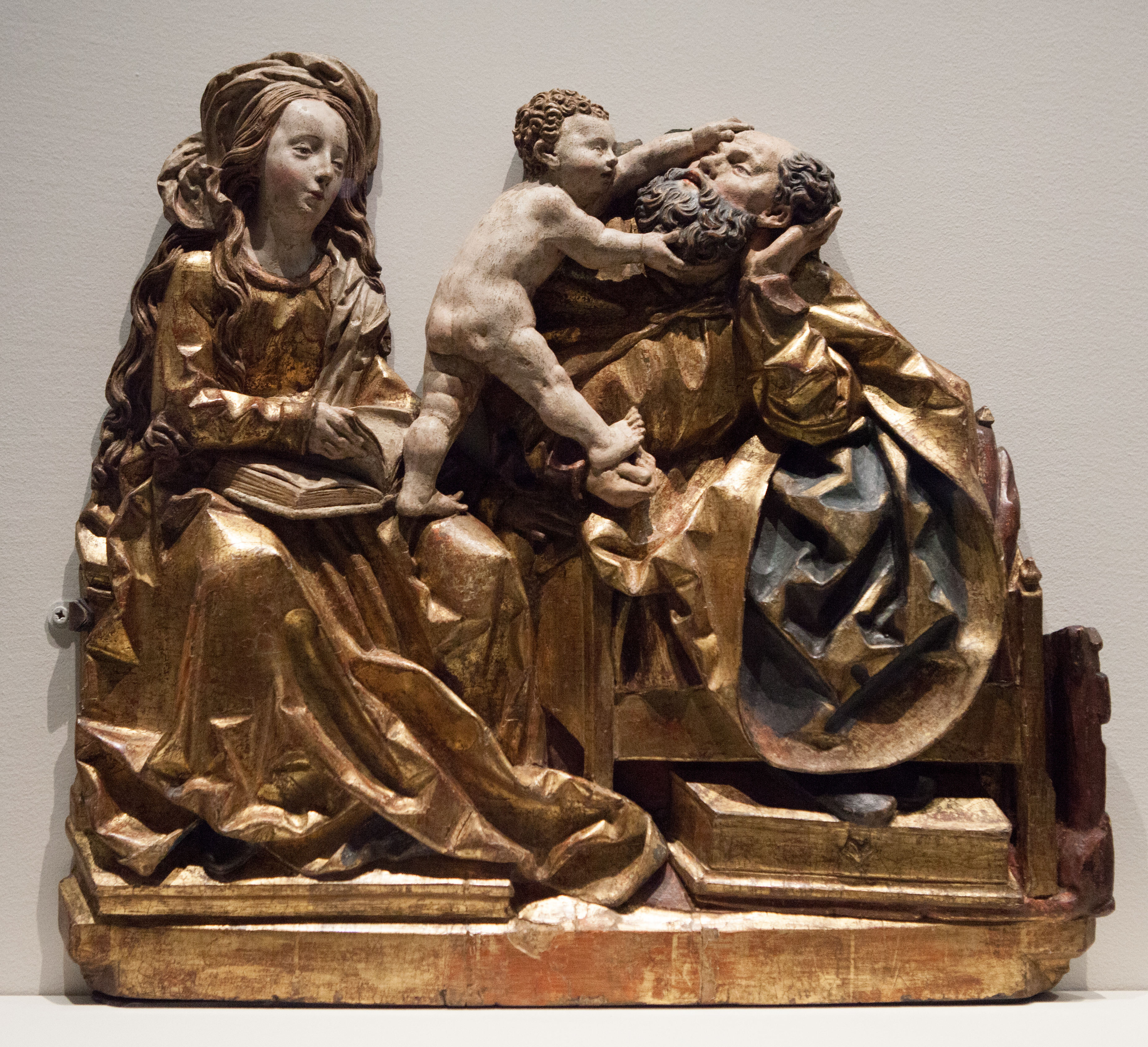
La Sainte Famille, musée de Cluny.
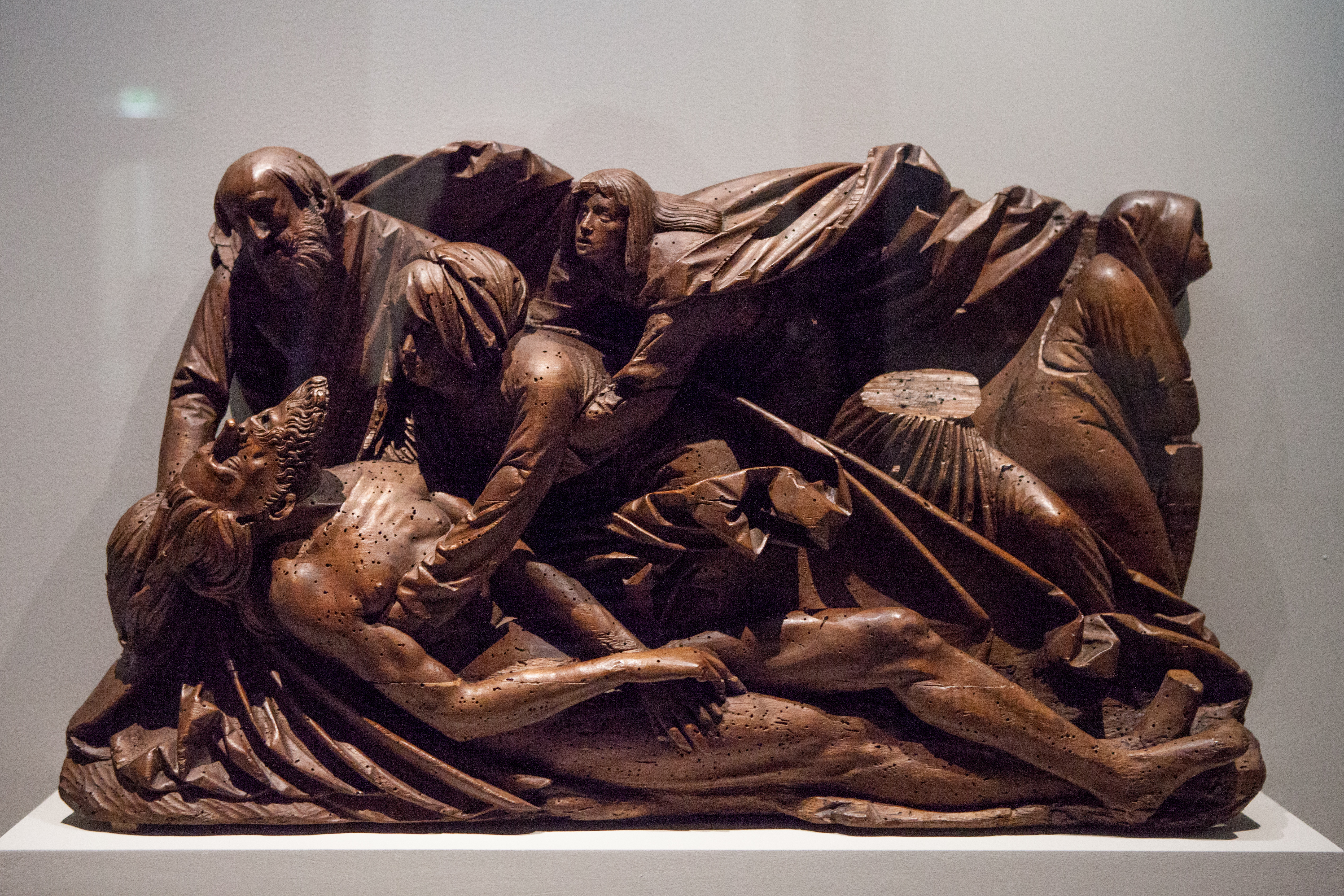
La Déploration.

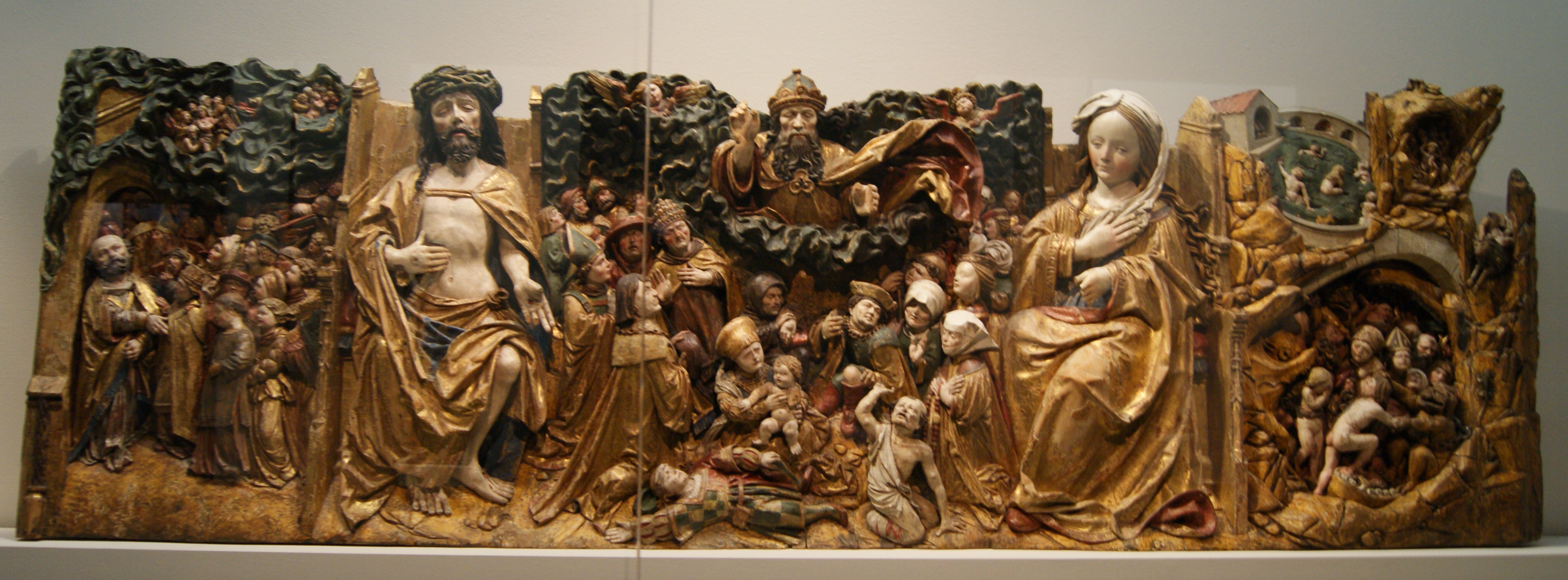
Intercession de Ste Parentèle, musée des Beaux-Arts de Lyon.
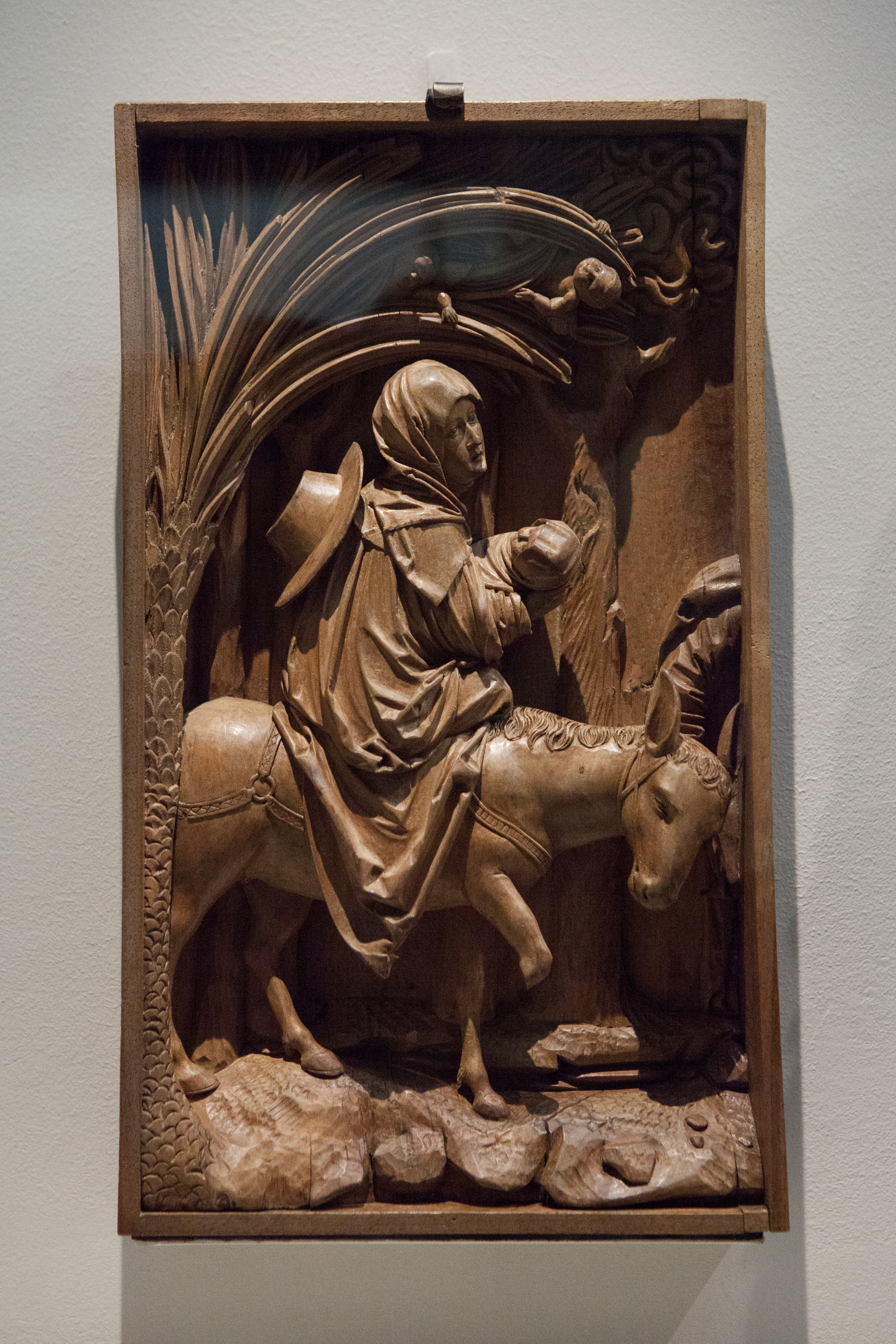
La Fuite en Égypte.
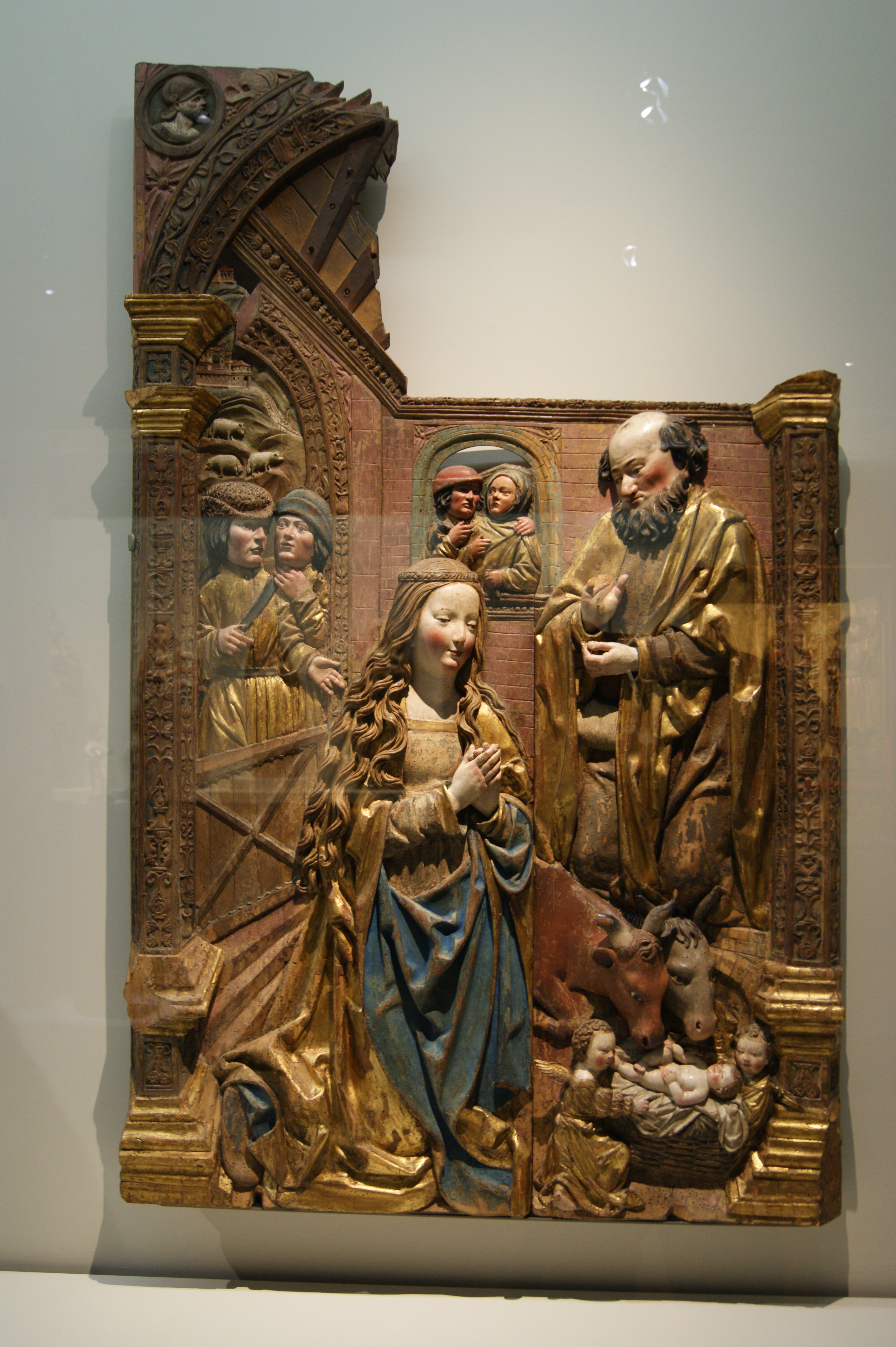
La Nativité, Petit Palais.
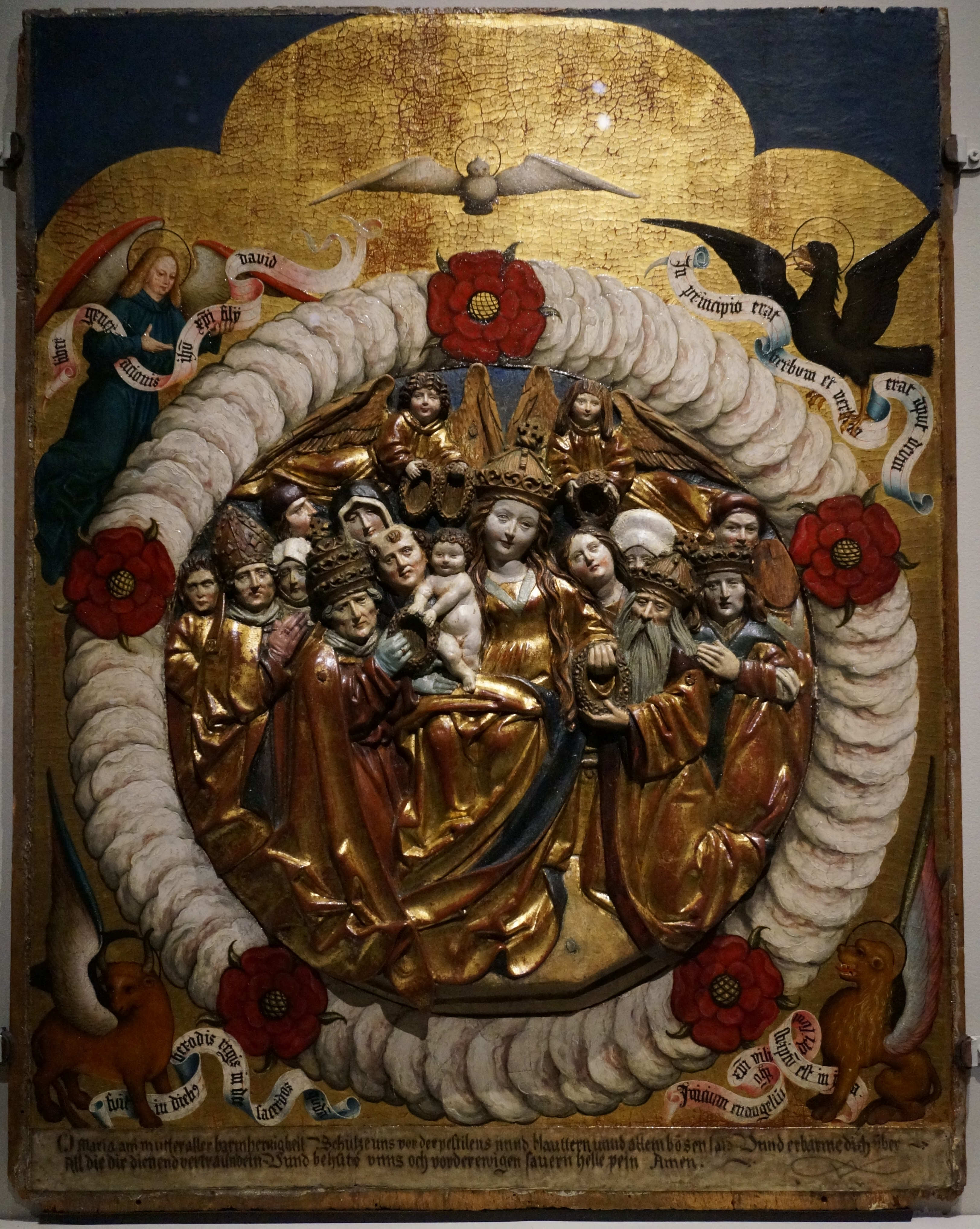
Vierge du Rosaire, museum für Kunts und Gewerbe.
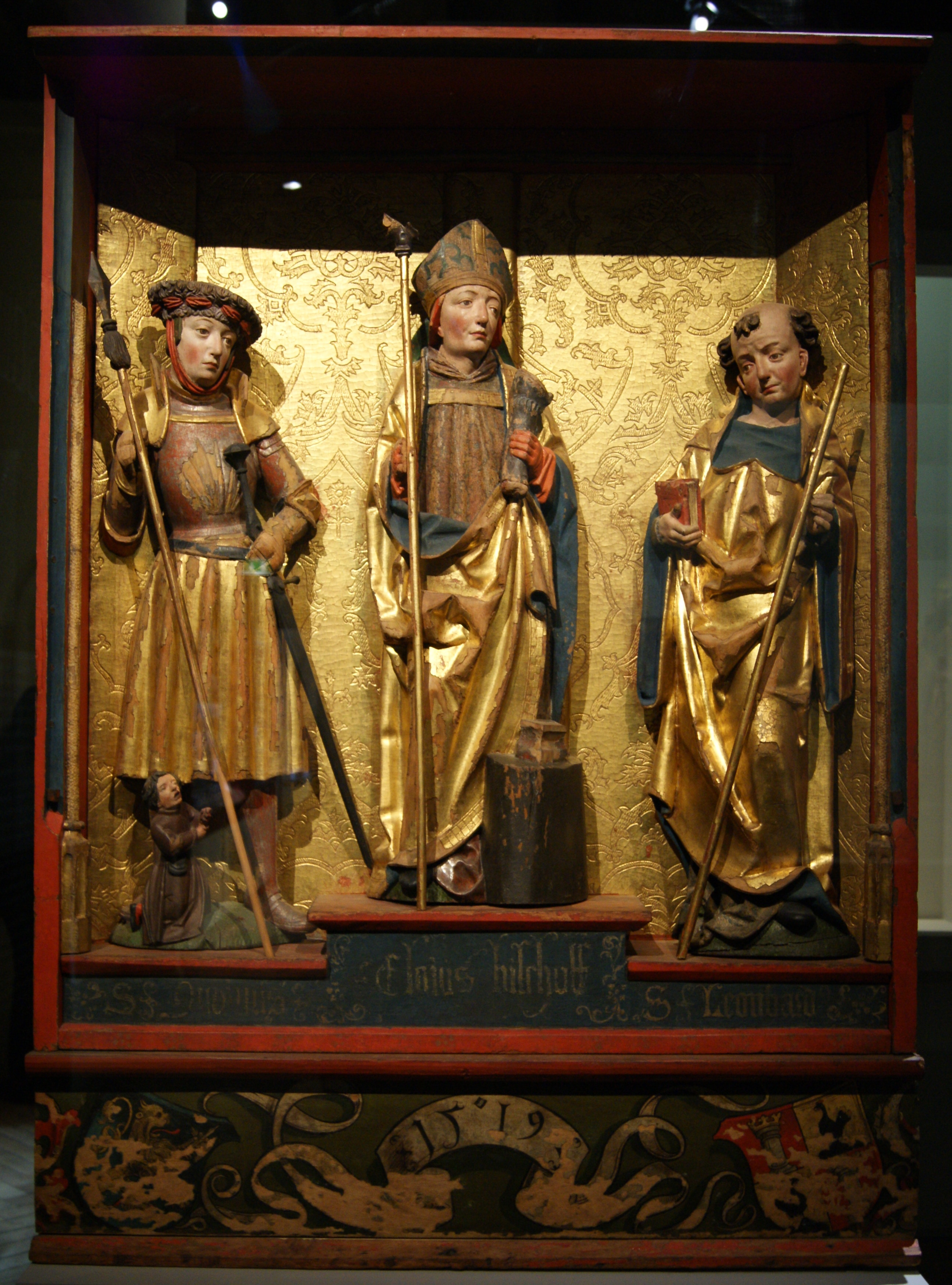
Retable de Saint Eloi, Cologne, museum Schnütgen.
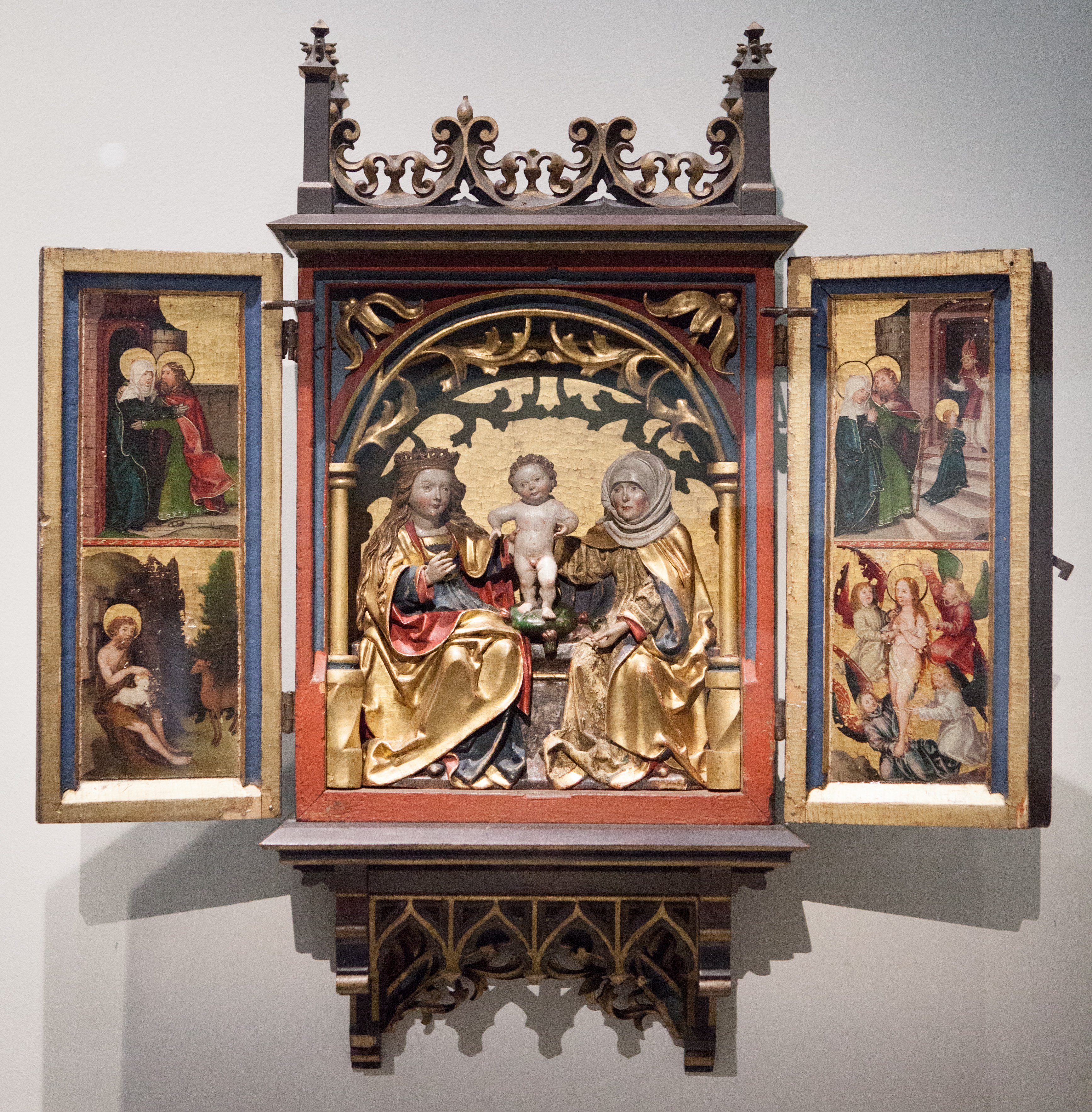
Retable de Sainte Anne trinitaire.
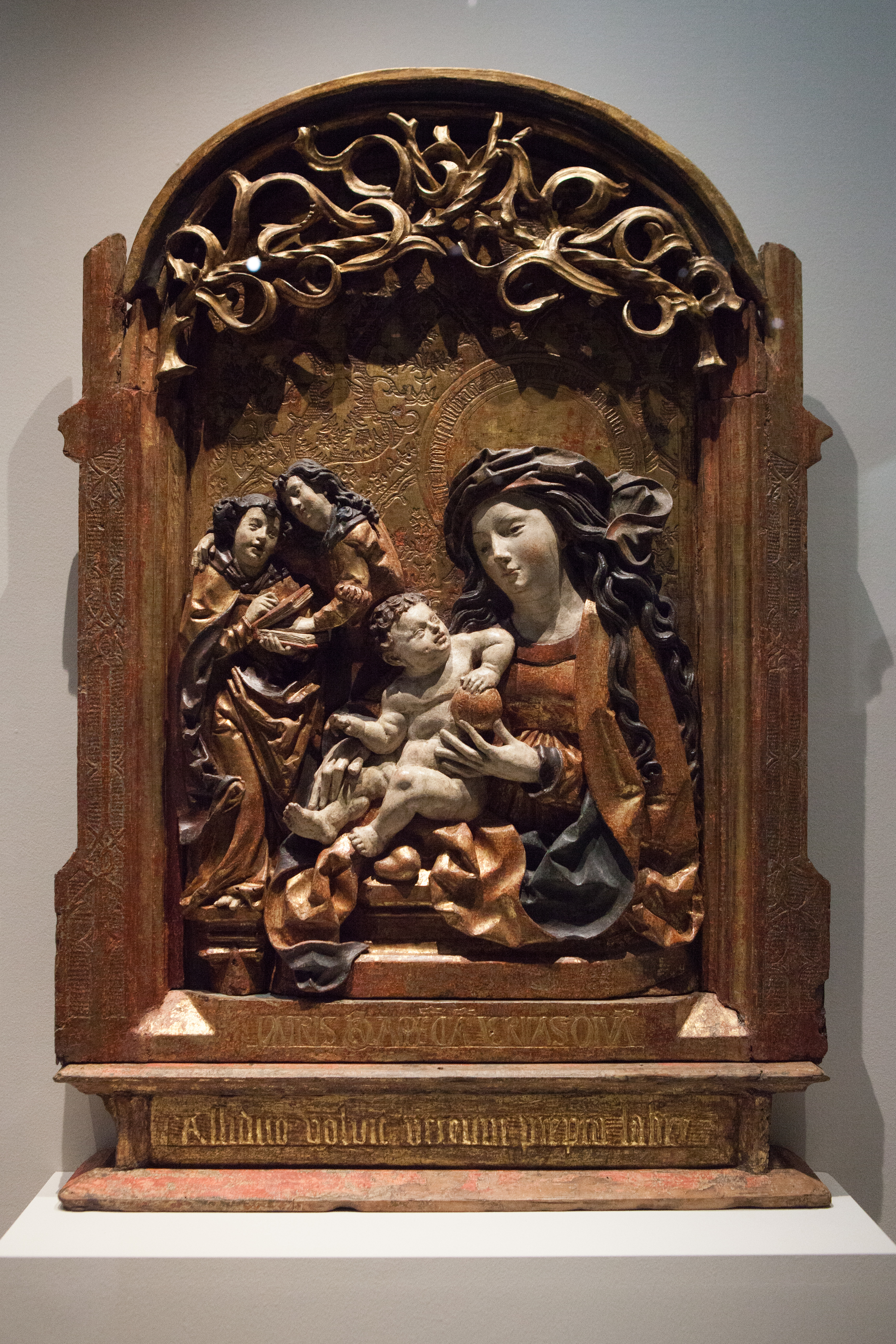
La Vierge à l'Enfant et deux anges.
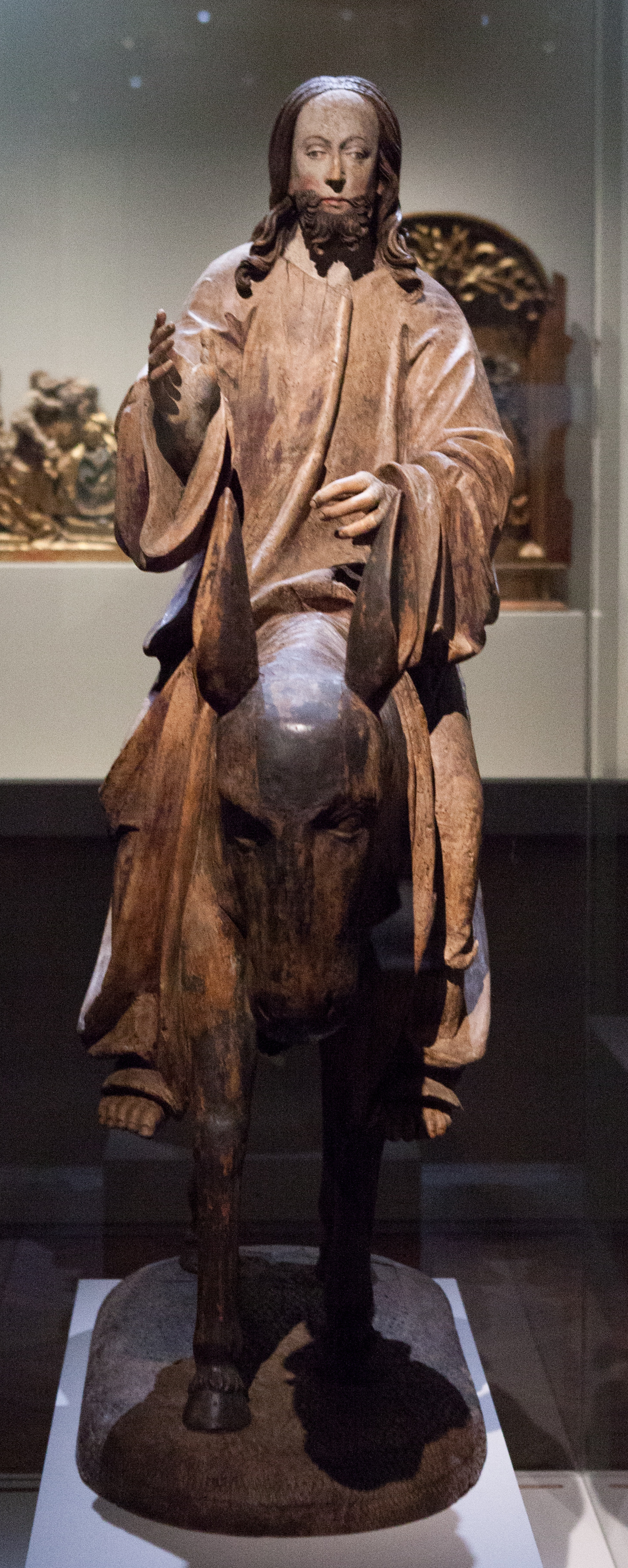
Le Christ des Rameaux, musée du Louvre.
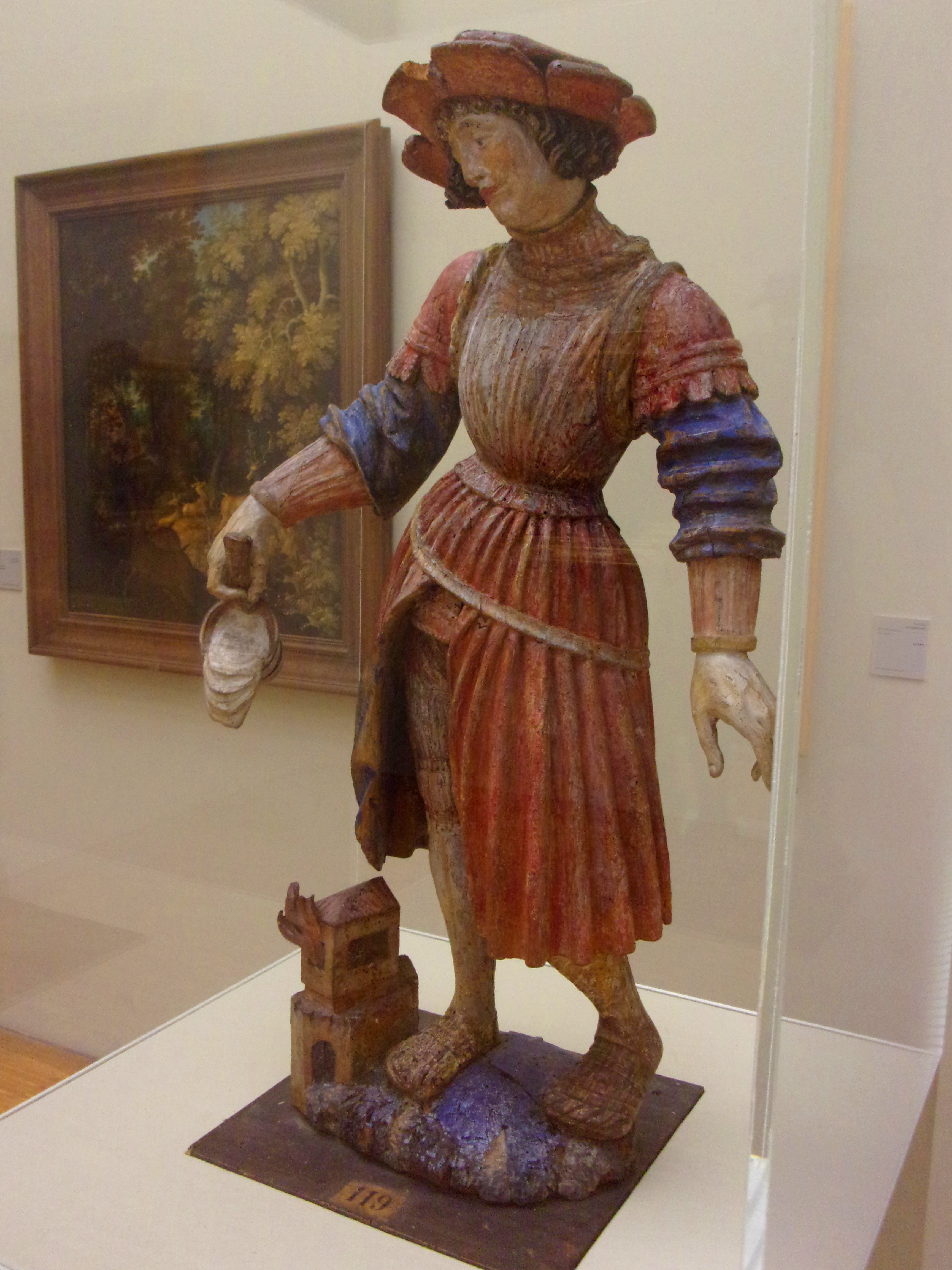
Saint-Florian, musée de Grenoble.